# Garuva
Garuva es un municipio brasileño del estado de Santa Catarina. Tiene una población estimada al 2022 de 18 545 habitantes. Ubicado en la frontera con el Estado de Paraná, pertenece a la Región metropolitana del Norte-Nordeste Catarinense.
Garuva es la primera ciudad de Santa Catarina atravesada por la carretera BR-101, que corre de norte a sur.

## Historia
Dentro de los límites del actual área urbana, los primeros habitantes se establecieron en 1914. En 1919 se instaló un grupo de inmigrantes franceses. Se creó como distrito el 15 de diciembre de 1927 con el nombre de Palmital, y luego en 1935 cambió su nombre a São João do Palmital. Sin embargo, en 1942 el alcalde de São Francisco, municipio al que pertenecía el distrito, cambió su nombre a Garuva, ya que existían muchas localidad con el nombre de São João en el estado. 
Se emancipó políticamente el 20 de diciembre de 1963.